# Château de Sababurg
Le château de Sababurg est un château fort allemand situé dans la forêt de Reinhard (all. Reinhardswald), forêt ancienne abritant encore quelques très vieux arbres à proximité de Cassel, dans le nord de la Hesse.
Il est populairement et internationalement connu comme étant le château de la Belle au bois dormant, celui de la version des frères Grimm.

## Parc animalier
Le site abrite un parc animalier, le Tierpark Sababurg. Ce parc est consacré à la découverte et à la conservation des grands animaux menacés ou devenus rares dans la forêt européenne.

Il présente aussi au public quelques autres espèces menacées dans leur environnement naturel

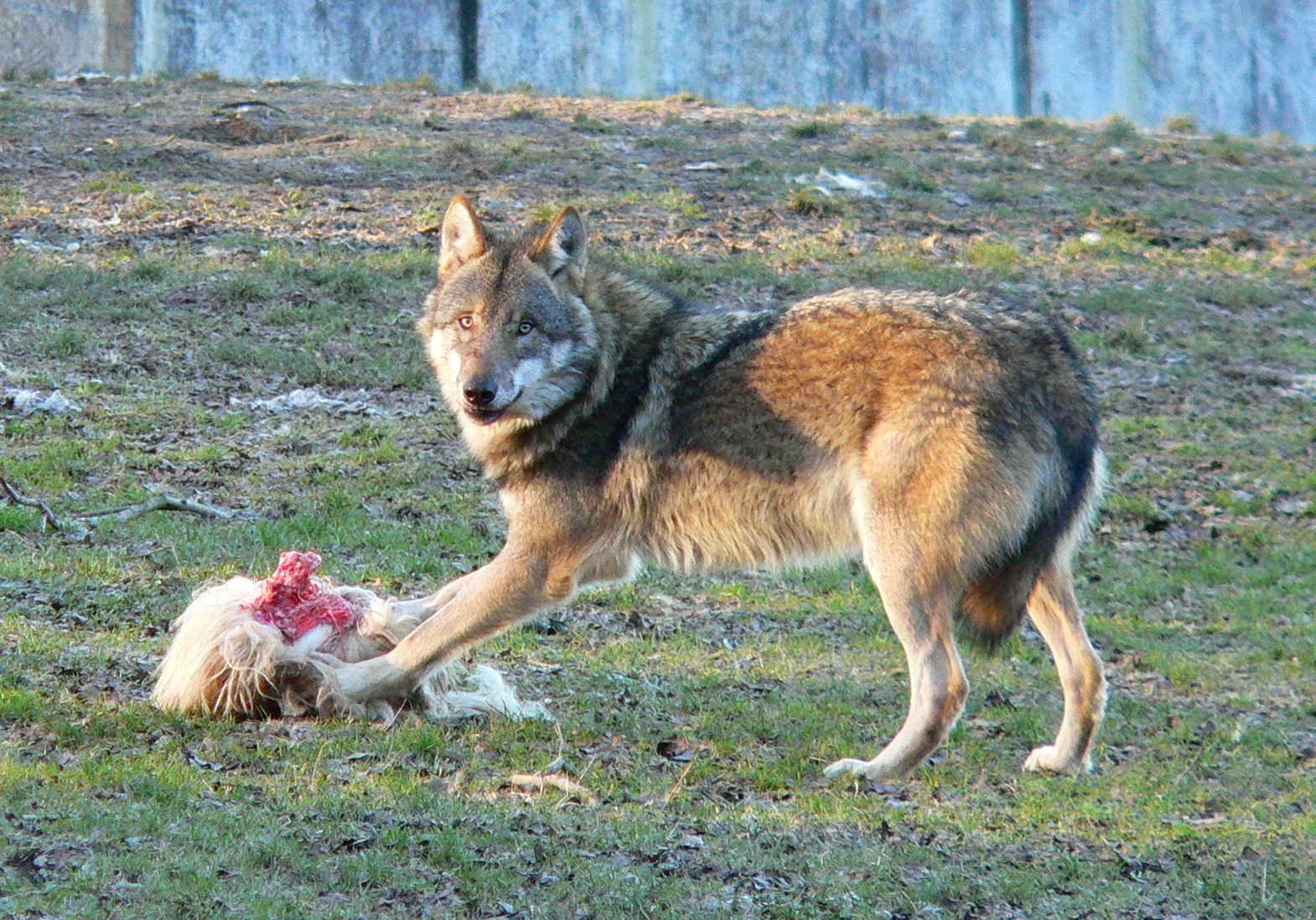
Le loup, l'une des espèces qui a le plus régressé en Europe depuis 1000 ans
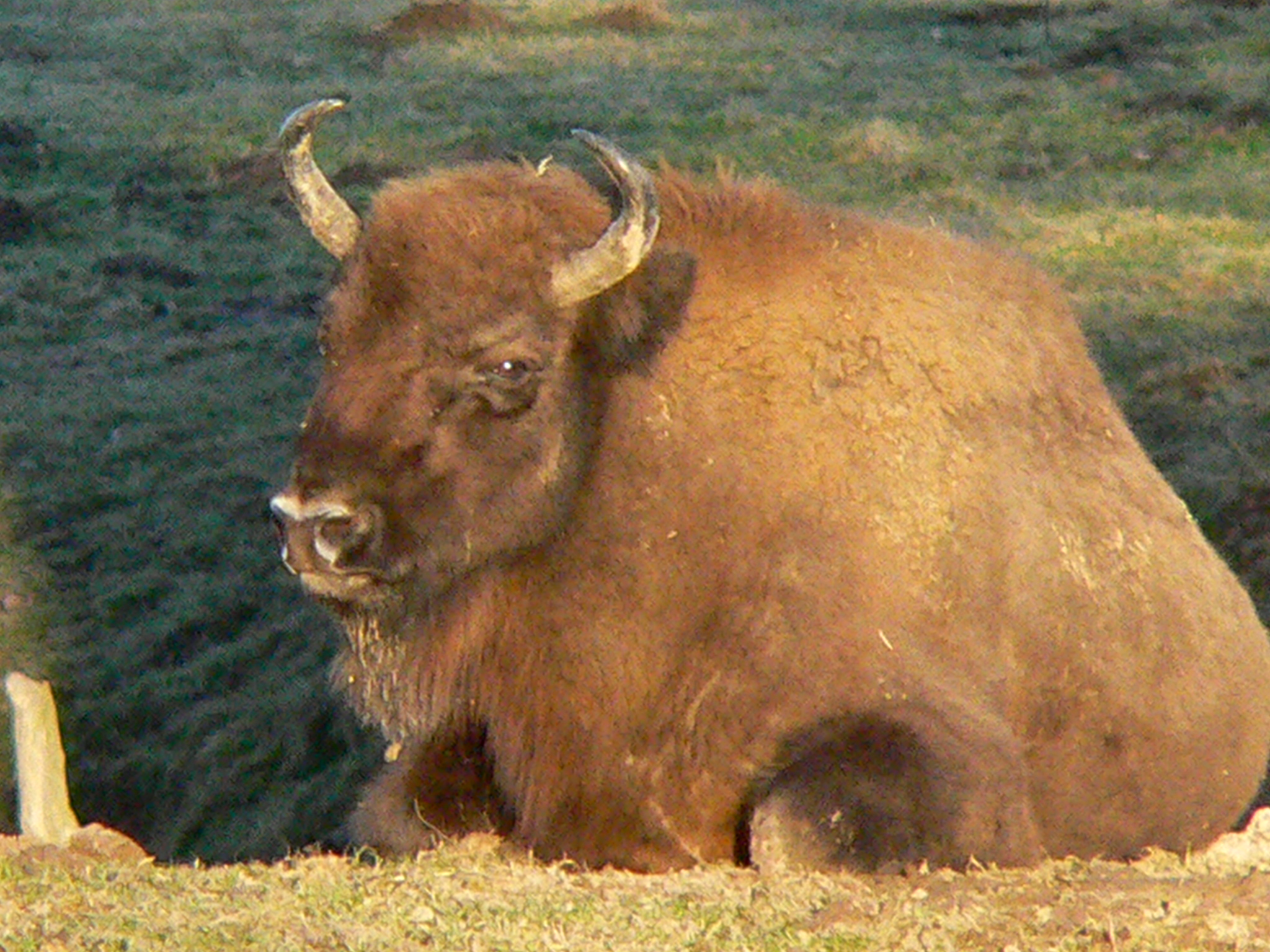
le Bison d'Europe, autre espèce qui a failli disparaître en Europe.
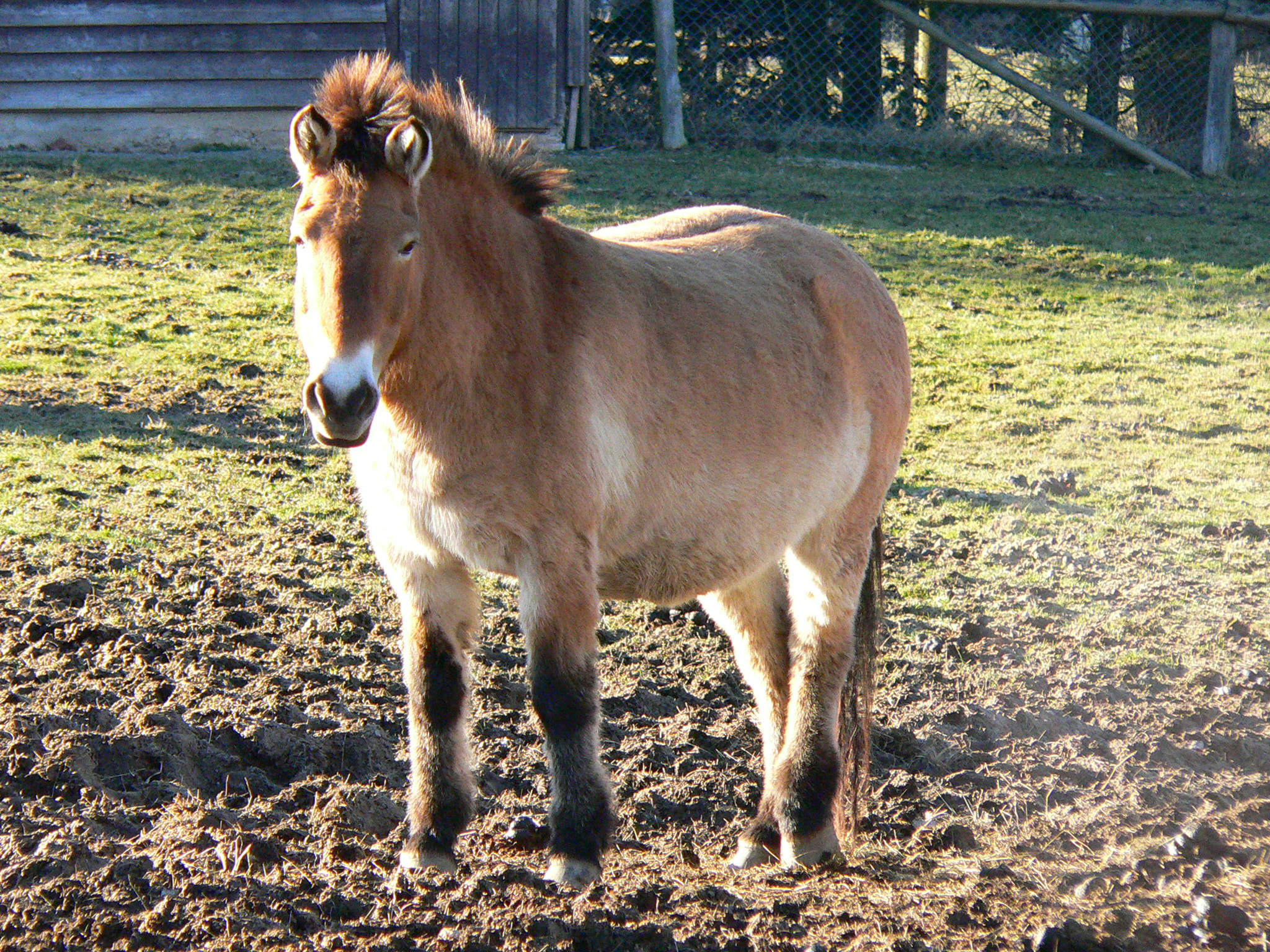
le Cheval de przewalski dont les ancêtres figurent sur les peintures rupestres préhistoriques
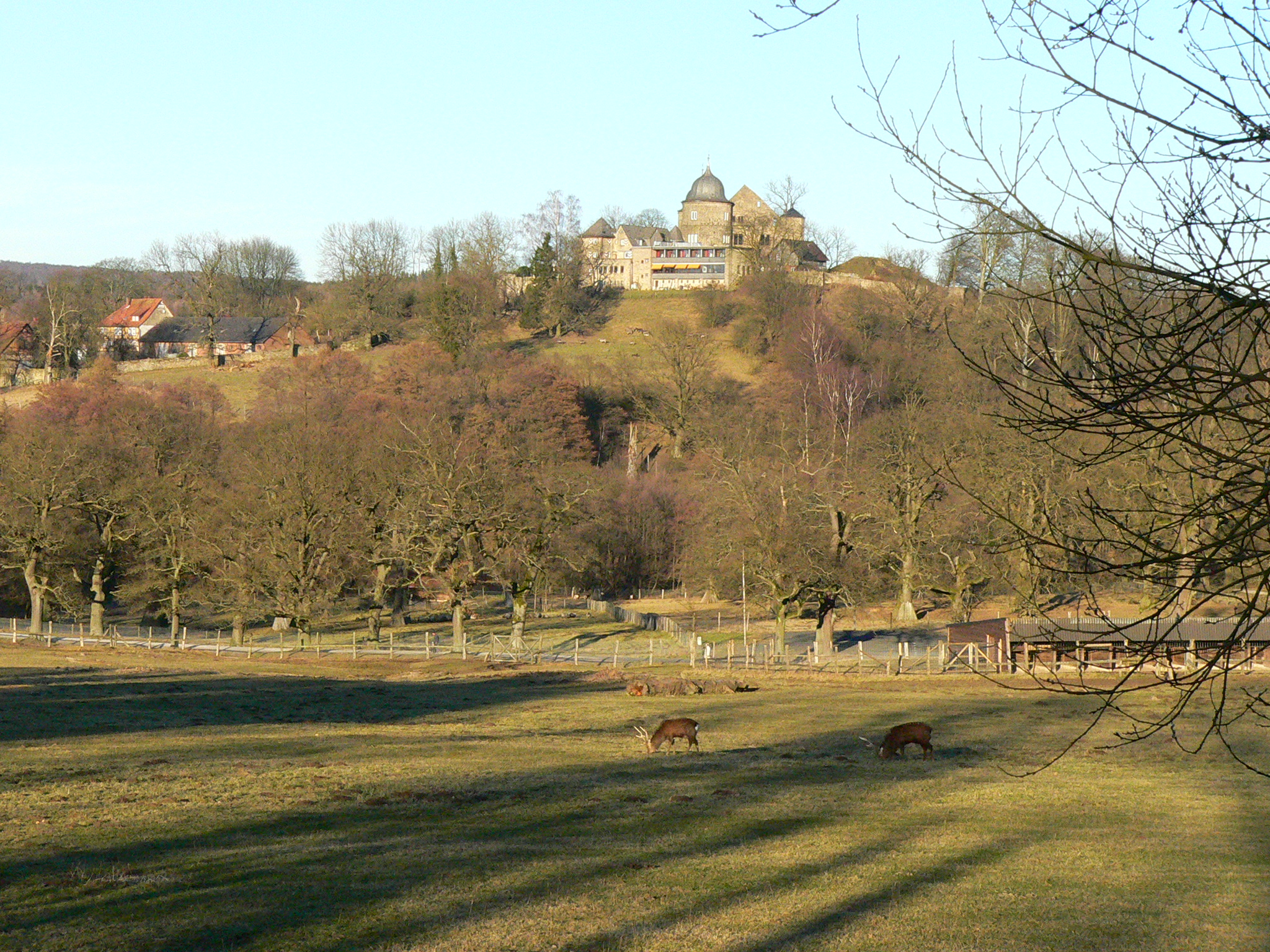
Parc animalier « Tierpark Sababurg » présentant la grande faune forestière
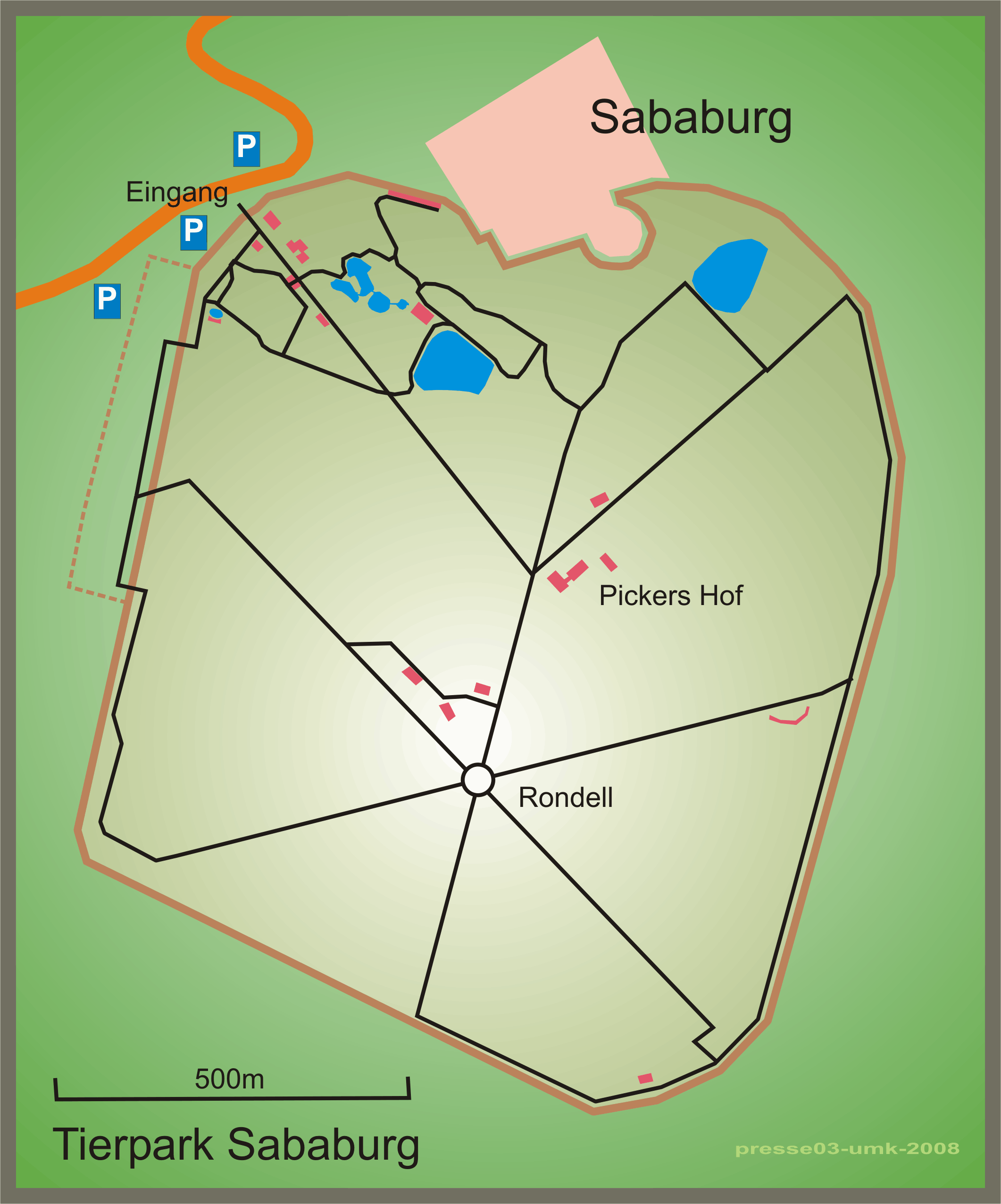
Plan du parc animalier